# Kopf-Rumpf-Länge
Die Kopf-Rumpf-Länge ist ein Körpermaß und bezeichnet die Länge
eines Landwirbeltieres
von der Schnauzen- bzw. Nasenspitze bis zur Schwanzwurzel.
Das Maß wird insbesondere bei Säugetieren verwendet.
Zum Messen wird der Körper des Tieres in Rückenlage ausgestreckt auf einer ebenen, waagerechten Unterlage
leicht angedrückt und gerade ausgerichtet, jedoch nicht überdehnt.
Stirn und Nase werden an die Unterlage gedrückt.
Die eigentliche Schwanzwurzel, das Gelenk zwischen Kreuzbein und erstem Schwanzwirbel,
liegt zwischen den Beckenflügeln
und ist nur durch einen Hautschnitt und das Entfernen von Binde- und Muskelgewebe freizulegen. Dies ist insbesondere bei der Untersuchung großer Serien zu aufwendig.
Daher werden als hinterer Messpunkt häufig der Anus oder die äußerlich sichtbare Schwanzwurzel verwendet, was zu abweichenden und stärker schwankenden Maßen führen kann.
So sitzt der Anus bei Altweltmäusen häufig erst unter dem vierten bis sechsten Schwanzwirbel.
Zudem lässt sich der auch bei toten Tieren durch Muskulatur und Sehnen unter einer gewissen Spannung stehende Schwanz insbesondere an seiner Ansatzstelle nicht rechtwinklig abbiegen.
Hinreichend genaue Messergebnisse sind am lebenden Tier gewöhnlich nicht zu erhalten.
Empfohlen wird die Messung an frisch toten Tieren, von Messungen während der Totenstarre wird dagegen abgeraten.
Nach der Totenstarre lässt sich der Körper aufgrund von erschlafften Bändern leicht überdehnen, so dass die dann gemessene Länge meist größer ist als gleich nach dem Tod.
Die ermittelte Kopf-Rumpf-Länge kann beim wiederholten Messen selbst durch dieselbe Person schwanken. So können bei Mäuseartigen Schwankungen von einigen Millimetern nicht ausgeschlossen werden.
Teilweise wird die Kopf-Rumpf-Länge von der gemessenen Gesamtlänge abgezogen, um die Schwanzlänge zu ermitteln.
Bei Fischen wird die Standardlänge benutzt, um die Länge eines Fisches vom vordersten Ende des Tieres bis zur Basis der Schwanzflosse anzugeben.
Die Pferdelänge ist ein Längenmaß, das rund 2,40 m entspricht.